# Lazarett

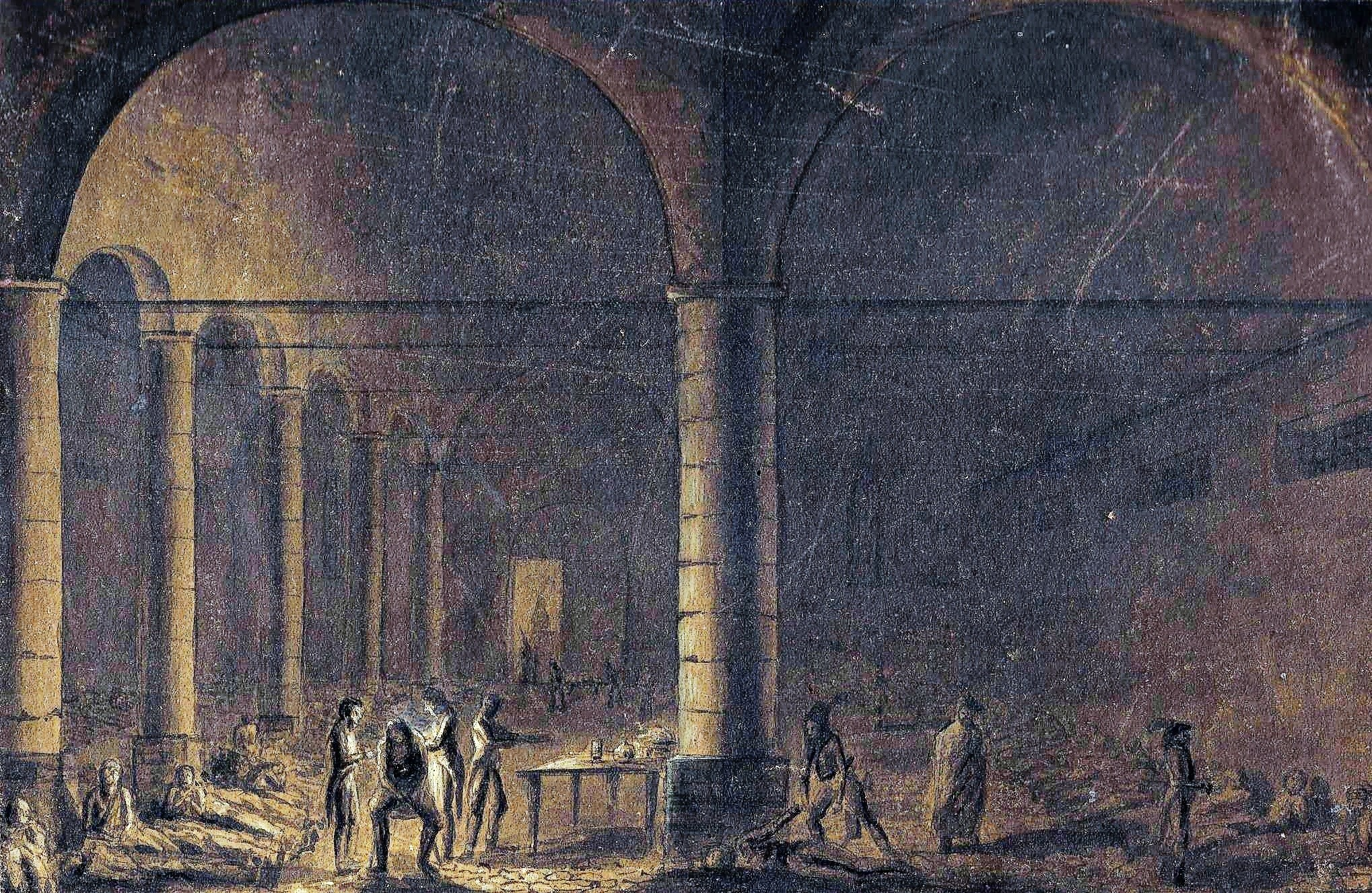
Anonyme Sepiazeichnung: Lazarett um 1800

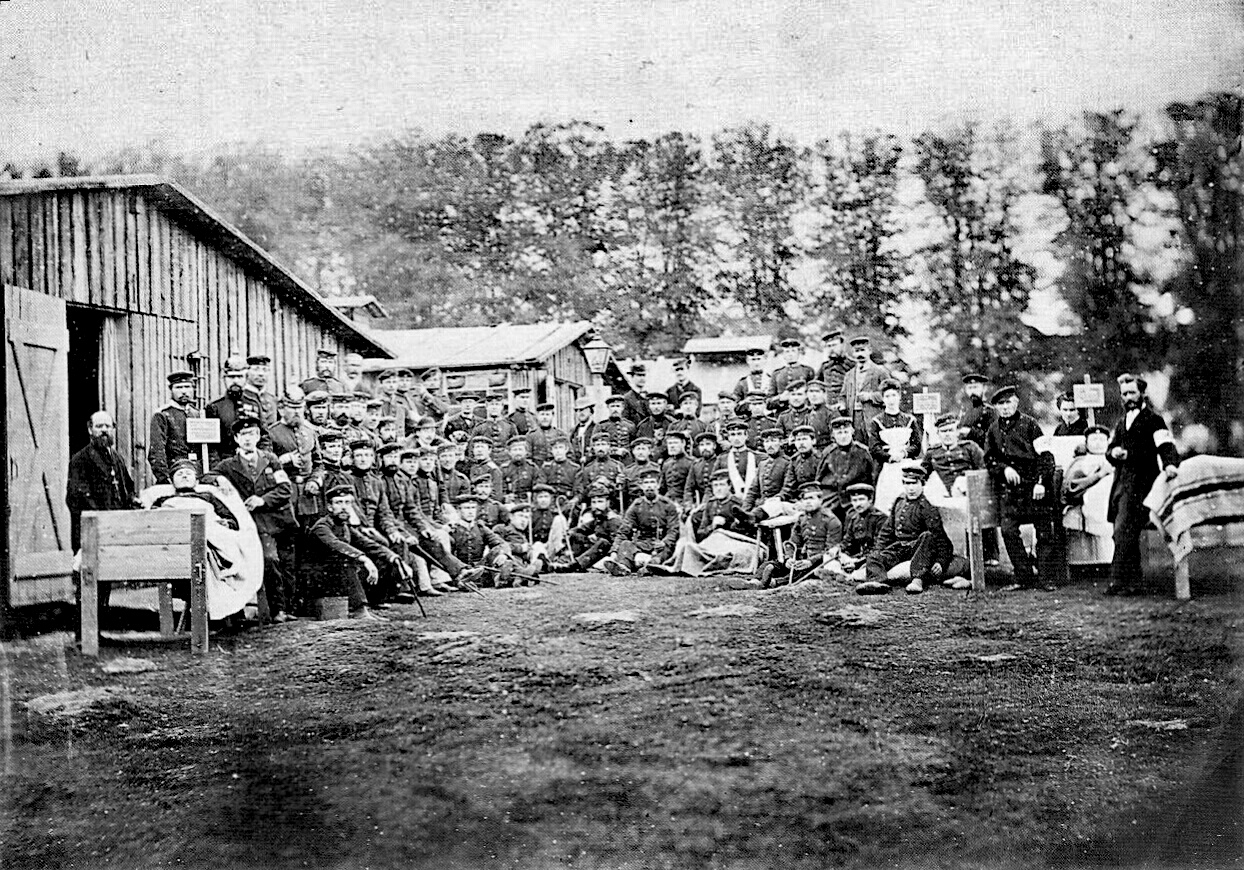
Garnisonlazarett (1870)

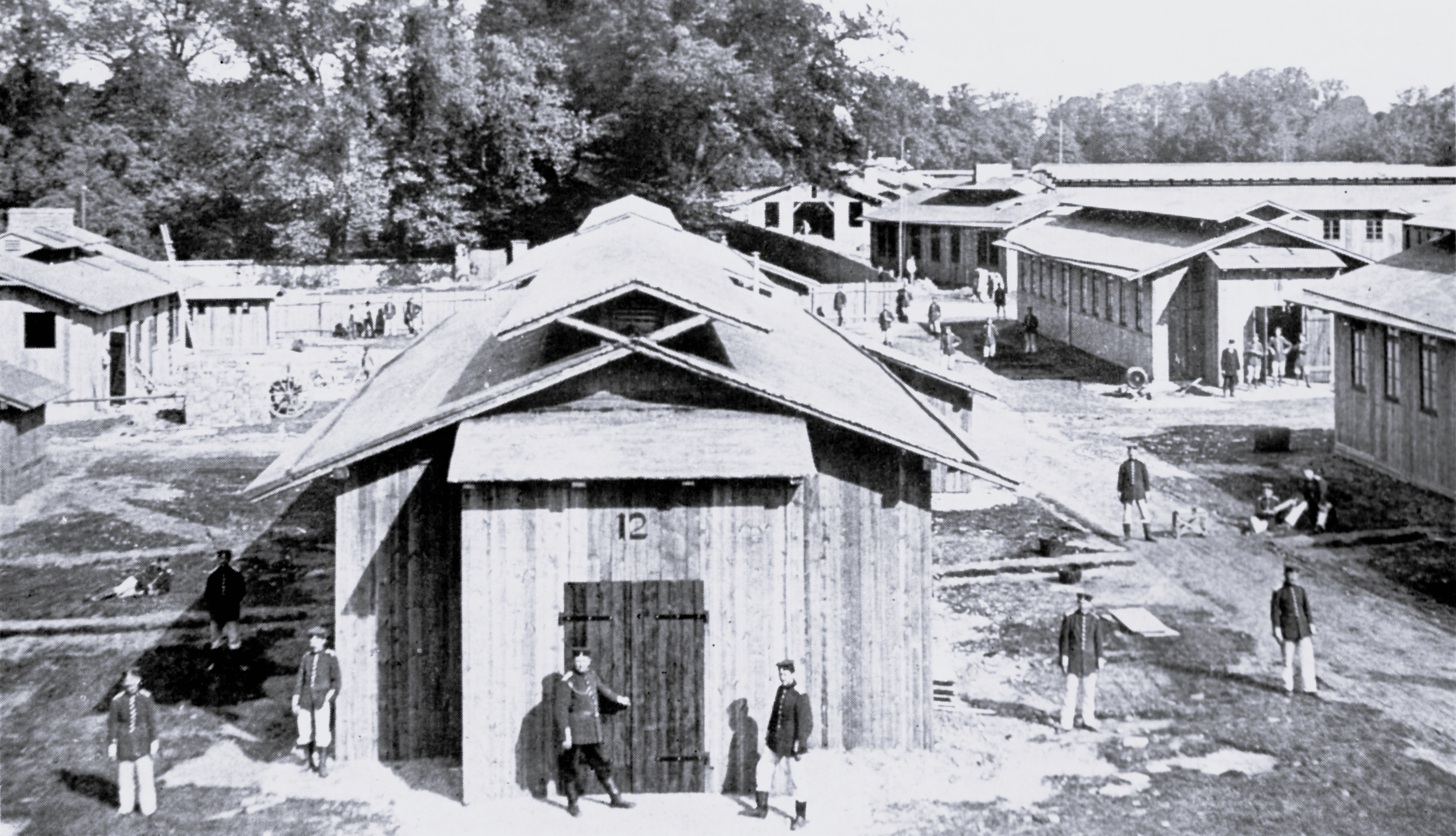
Barackenlazarett im Ersten Weltkrieg auf dem Lübecker Burgfelde

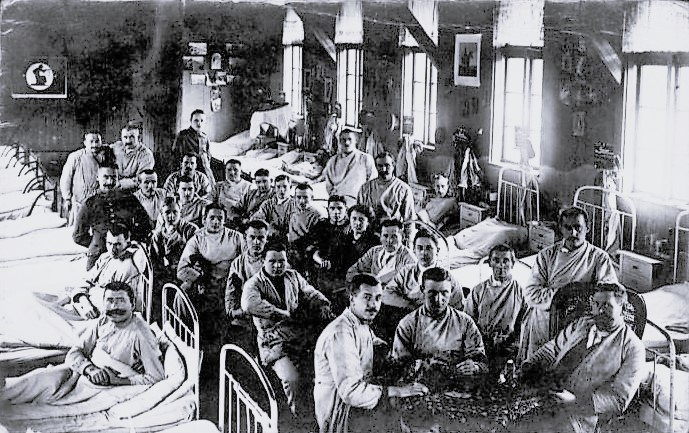
Blick in das Innere einer der Baracken

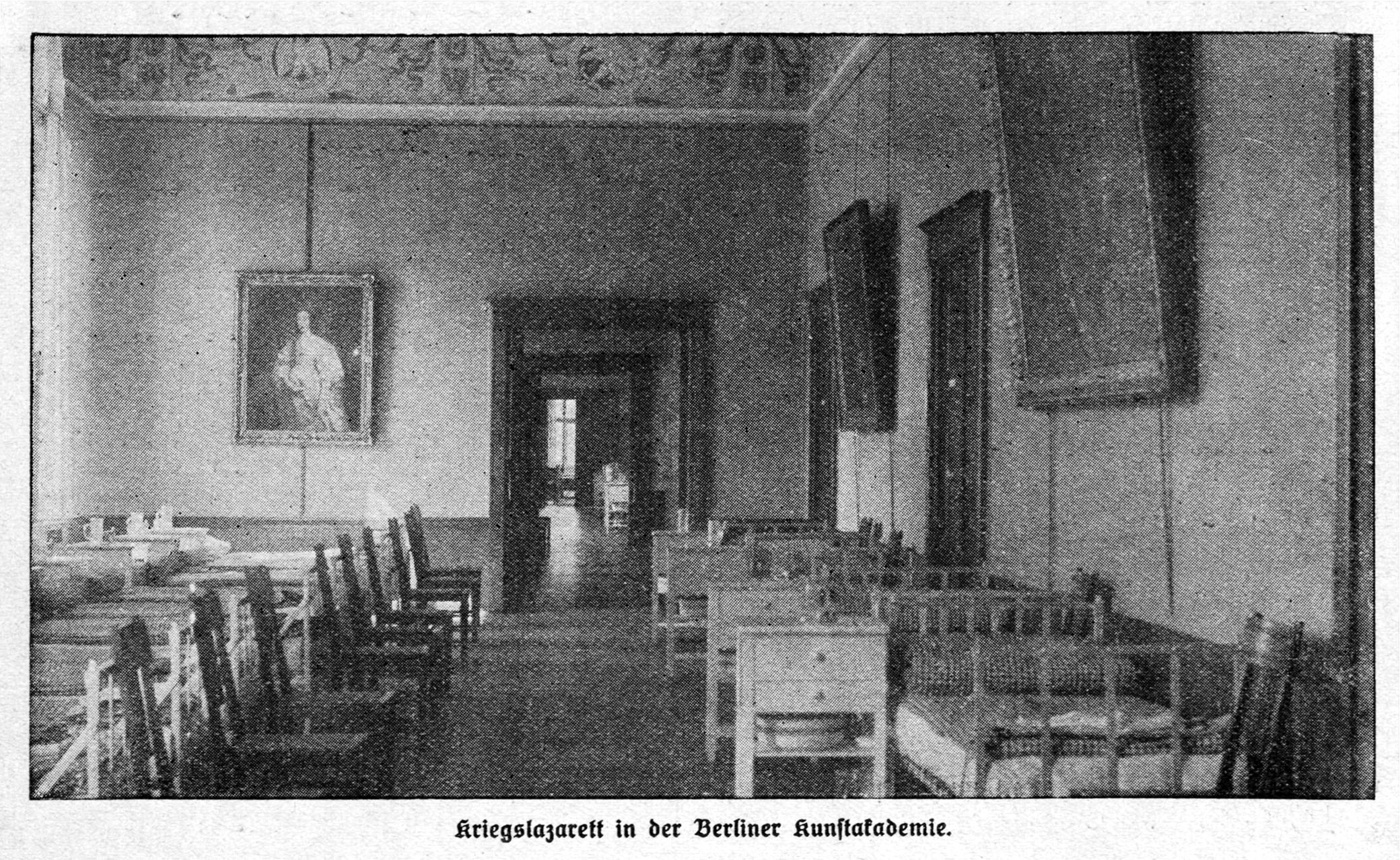
Zum Kriegslazarett umfunktionierter Saal der Kunstakademie Berlin, 1914

Ein Lazarett ist ein Krankenhaus. Während der abendländischen Pestära (Mitte 14. Jahrhundert bis in die 1720er Jahre) wurden europaweit viele Pestspitäler als Lazarett bezeichnet, seit dem 19. Jahrhundert werden mit dem Begriff hingegen insbesondere Militärkrankenhäuser als Lazarett oder Militärspital bezeichnet, also Krankenhäuser für kranke und verwundete Soldaten. In der Frühen Neuzeit wurden sie auch als Geburtsklinik für Soldatenkinder genutzt. So wurde Anna Rosine Strauß 1746 zur Wehmutter im Dresdner Lazarett berufen.

## Name
Das Wort geht ursprünglich auf ein Pestkrankenhaus auf der Insel Santa Maria di Nazaretto (benannt nach Maria von Nazareth) in der Lagune von Venedig zurück. Der Anlautwechsel von /n/ zu /l/ ist wohl durch eine Verwechslung mit dem Aussätzigenhospiz Ospedale di San Lazzaro dei Mendicanti zu erklären, das wiederum dem hl. Lazarus geweiht ist. Lazarus wurde dem Johannesevangelium zufolge durch Jesus Christus von den Toten auferweckt.

## Völkerrechtlicher Schutz
Laut den Genfer Konventionen sind Angriffe auf sanitätsdienstliche Einrichtungen wie Lazarette und Krankenhäuser, die unter dem Schutz eines der Schutzzeichen der Konvention stehen, streng verboten. Umgekehrt dürfen Sanitätseinrichtungen – eben wegen des ihnen nach der Genfer Konvention zukommenden besonderen Status – auch nicht als „Schutzschild“ für andere militärische Einheiten missbraucht werden. Krankentransportfahrzeuge dürfen deshalb nicht für Truppenverlegungen und den Transport von Waffen oder Munition genutzt werden. Es ist weiterhin nicht statthaft, Lazarette im selben Gebäude mit anderen, aktiven Teilen der Streitkräfte unterzubringen, die ein legitimes Ziel feindlicher Angriffe wären.

## Krankenhaus
Zu Beginn des Ersten Weltkriegs hatte die Kriegsintendantur des XI. Armee-Korps in Lübeck eines der deutschlandweit größten Krankenhäuser errichten lassen. Mit seinen anfangs 30 Baracken auf dem Burgfelde wurde es das größte Krankenhaus Deutschlands. Dem Lübecker Oberstabsarzt d. R., Eugen Plessing, wurde die Organisation und Leitung des Barackenlazaretts übertragen. Anderenorts wurden bereits bestehende Räume in Kriegslazarette umgewandelt, wie zum Beispiel in der Berliner Kunstakademie.
Im Jahr 1910 wurde zusammen mit der Marineschule Mürwik das Marinelazarett Flensburg-Mürwik als Krankenhaus der angrenzenden Marine errichtet. Während des Zweiten Weltkrieges wurden weitere Marinelazarette eingerichtet (vgl. Marinelazarette der Kriegsmarine).
Zusätzlich wurden Reserve-Lazarette eingerichtet, um dem im Kriegsfall erhöhten Bedarf an Bettenplätzen außerhalb des Kampfgebiets nachzukommen.
Moderne Streitkräfte verfügen im Allgemeinen über eigene Krankenhäuser, die auch als Lazarett bezeichnet werden. Das Lazarettpersonal besteht meist aus Sanitätssoldaten. Sie sind reguläre Militärangehörige, haben im Ernstfall aber aufgrund der Genfer Konventionen nicht den Status eines Kombattanten – auch wenn sie zur Selbstverteidigung eine Handfeuerwaffe führen, sofern sie diese nicht zum unprovozierten Angriff benutzen. Sie gehören nicht zu den Kriegsgefangenen, können aber zur medizinischen Versorgung der Kriegsgefangenen herangezogen werden. Das Sanitätspersonal ist verpflichtet, jedem verwundeten Soldaten Hilfe zu leisten, egal ob Freund oder Feind. Das anerkannte Schutzzeichen der Sanitätstruppen ist das rote Kreuz, der rote Halbmond und (seit 2005) der rote Kristall.
In der Bundeswehr werden die festen Lazarette als Bundeswehrkrankenhäuser bezeichnet. Sie unterstehen dem Zentralen Sanitätsdienst der Bundeswehr. Bewegliche Einrichtungen heißen hingegen Feld- oder Einsatzlazarett. Auch im österreichischen Bundesheer wird die Bezeichnung Lazarett nur für Feldlazarette verwendet, ein Lazarett in Form eines Krankenhauses wird als Militärspital bezeichnet.

## Feldlazarett
Mit dem Begriff Feldlazarett ist eine bewegliche Sanitätseinrichtung gemeint, welche sich im rückwärtigen Bereich der Kriegsfront zwischen Hauptverbandplatz und Kriegslazarett (dem stehenden Lazarett im rückwärtigen Armeegebiet) befindet.
Das Feldlazarett kann bei Bedarf – z. B. durch sich verändernde Kriegslage etwa durch herannahen der Frontlinie – schnellstmöglich verlegt werden. Es ist der Wirkungsbereich des Medizinischen Dienstes einer militärischen Streitmacht, bestehend aus Sanitätsoffizieren (Ärzten aller Waffengattungen) und Sanitätspersonal. Das Lazarett als Feldkrankenhaus ist in der Lage, Operationen und Behandlungen durchzuführen. Je nach Schweregrad der Verwundung wird entschieden, ob die Operation unmittelbar vor Ort oder in einem Krankenhaus/Lazarett in der Heimat ausgeführt wird.
Feldlazarette moderner Streitkräfte der heutigen Zeit besitzen die Ausstattung und Kapazität eines mittleren Kreiskrankenhauses. Neben der notfallmedizinischen und chirurgischen Versorgung ist auch eine intensivmedizinische Behandlung gewährleistet. Für die seelische Betreuung der Truppe ist zudem auch psychologisches Personal vorhanden. Ein Feldlazarett ist modular aufgebaut und besteht je nach Einsatzzweck aus mehreren Sanitätscontainern in Kombination mit Zelten.
In vielen Armeen, so auch in der Bundeswehr und der NVA, wurden eigene Sanitätszüge gebildet, die den militärischen Verbänden fest zugeordnet waren bzw. sind. Auch im zivilen Katastrophenschutz sind Sanitätszüge aufgestellt.
Aktuell verfügt die deutsche Bundeswehr auch über Luftlanderettungsstationen.

## Lazarettzug

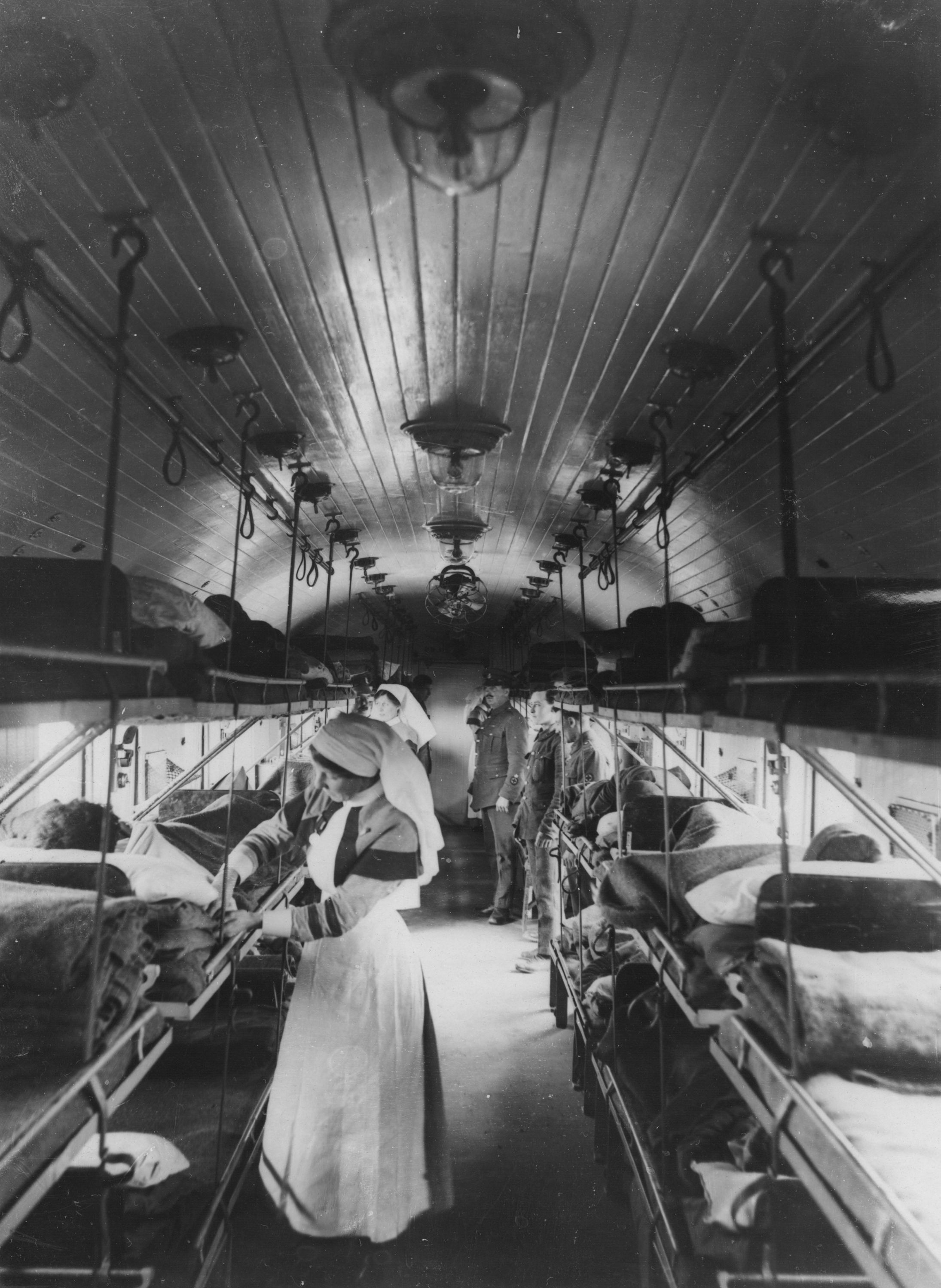
Innenraum eines britischen Lazarettwagens in Frankreich im Ersten Weltkrieg

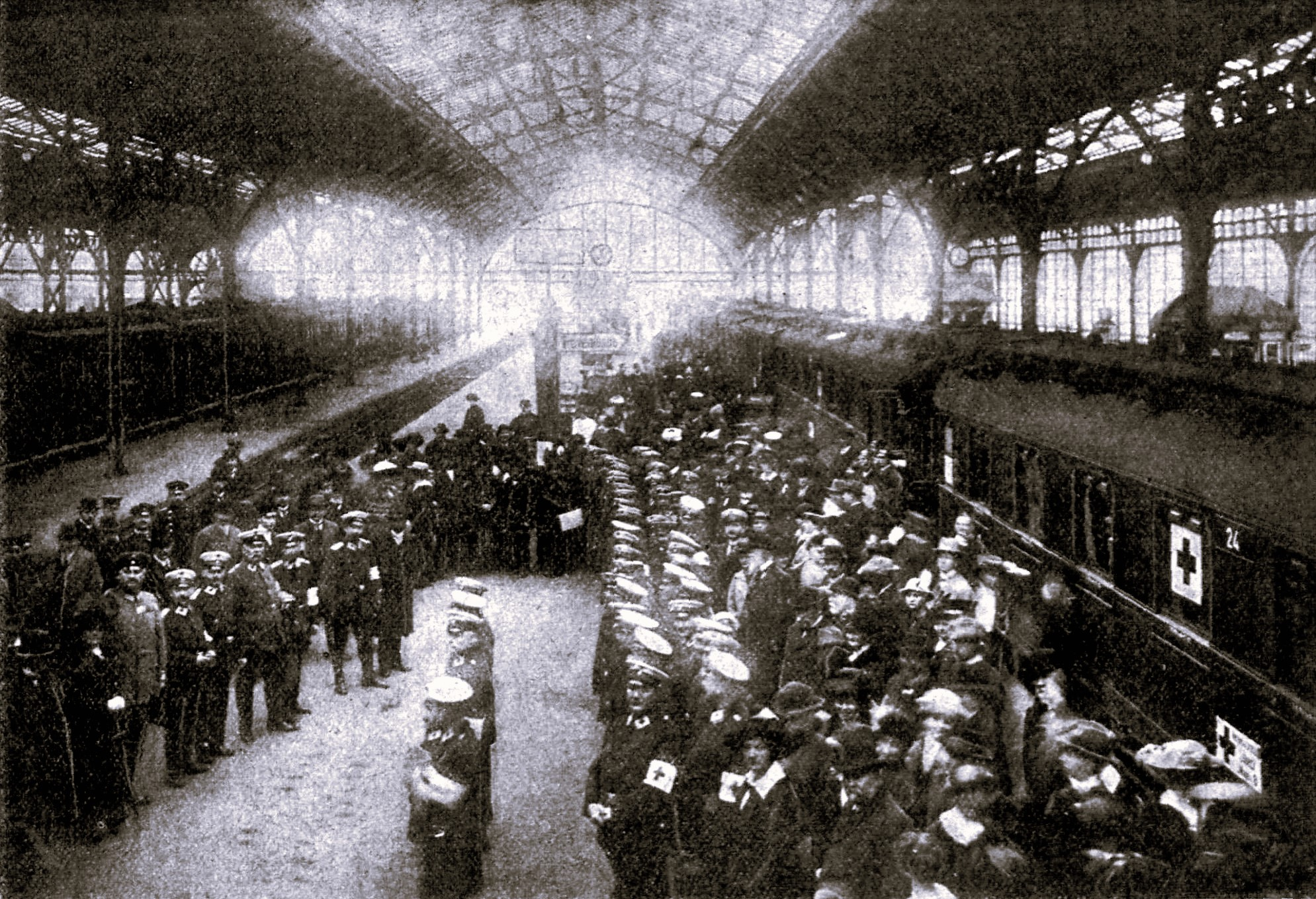
Verabschiedung eines Lazarettzuges am 27. Oktober 1914, Lübeck Hauptbahnhof

Ein Lazarettzug ist ein Eisenbahnzug mit Krankenbetten, Operationsraum, Apotheke usw. zur Zurückführung Verwundeter und Kranker aus dem Einsatz- bzw. Kriegsgebiet.
Man unterschied
- Leichtkrankenzüge;
- gemischte Lazarettzüge versehen zur Hälfte mit Bänken und Betten und
- Volllazarettzüge.

Lazarettzüge wurden von Armeen oder Hilfsorganisationen bestellt und während sowie nach Kriegen eingesetzt, z. B. der deutsche Lazarettzug 605. In Frankreich kamen während des Zweiten Weltkriegs neben 204 bis zu 360 Verwundeten fassenden Lazarettzügen auch 112 entsprechend umgerüstete Renault-Dieseltriebwagen zum Einsatz.
Die deutsche Bundeswehr konzipierte moderne Krankentransportzüge.
Im Zusammenhang mit der COVID-19-Pandemie wurden sowohl in Frankreich wie in Spanien kurzfristig Hochgeschwindigkeitszüge für den Transport von Coronaviruspatienten hergerichtet. In Frankreich wurden für den Transport TGV-Züge verwendet. An Bord des umgebauten Zuges befanden sich fast 200 Sauerstoffflaschen, medizinische Betten sowie rund 50 Personen Gesundheitspersonal, darunter Pflegekräfte und Anästhesisten. Pro Wagen wurden jeweils vier Patienten transportiert. In Spanien wurden drei Züge der Baureihe 730, der Hybridversion des auch als Patito bezeichneten umspurbaren Hochgeschwindigkeitszuges, umgebaut. Pro Zug konnten 18 Patienten transportiert werden. Die Züge trugen außen an jedem Wagen die Aufschrift Tren medicalizado und das Symbol des Roten Kreuzes. In beiden Ländern wurden die Lazarettzüge eingesetzt um Patienten von überlasteten Spitälern in andere Landesteile zu bringen, wo noch Platz in den Spitälern war. Am 14. Juni 2020 erklärten indische Behörden, dass in Neu-Delhi 500 Eisenbahnwaggons zu mobilen COVID-19-Krankenhäusern mit bis zu 8000 Betten umgebaut werden sollen.
Nach Medienberichten plante die Bundeswehr aufgrund der französischen Erfahrungen mit dem TGV im Umgang mit der COVID-19-Pandemie im Mai 2022 drei auf dem ICE 3 neo basierende Triebwagen als Lazarettzüge neu zu beschaffen. Die Bundesregierung gab hingegen im Juli 2022 bekannt noch keine abschließende Entscheidung über die Beschaffung von ICE-Zügen für die Bundeswehr getroffen zu haben.

## Lazarettschiff

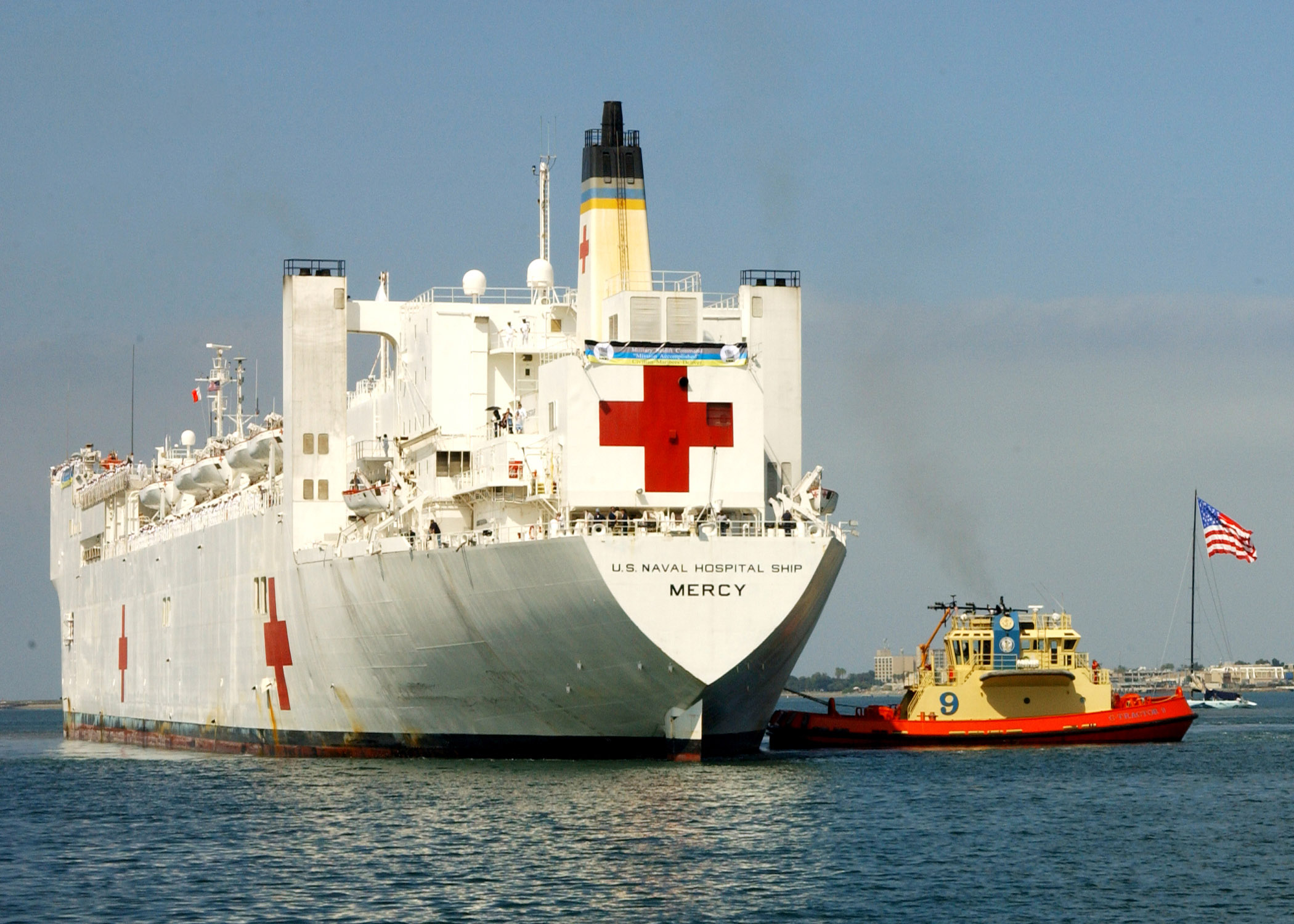
US-Lazarettschiff Mercy

Außer den stationären und mobilen Lazaretten an Land gibt es auch Lazarettschiffe. Ihr Status ist ebenfalls in der Genfer Konvention genau geregelt. So müssen auch auf Lazarettschiffen alle Verwundeten, egal ob Freund oder Feind, behandelt werden. Auch die Verwundeten aus dem eigenen Land dürfen nach ihrer Genesung von Bord nicht zur Truppe zurück gesandt werden, sondern müssen über ein neutrales Land in ihre Heimat reisen. Lazarettschiffe müssen mit dem roten Kreuz gekennzeichnet sein und dürfen keine Waffen und keine Geräte oder Unterlagen zur Verschlüsselung von Nachrichten mitführen.
In der Deutschen Marine gibt es Versorgungsschiffe mit einem containerisierten Rettungszentrum (Lazarett). Während des Vietnamkrieges hatte die BRD das damalige Seebäderschiff Helgoland zum Hospitalschiff umgerüstet. Es war dann mit diesem Status unter der Regie des Deutschen Roten Kreuzes im Hafen der Südvietnamesischen Küstenstadt Đà Nẵng von 1969 bis 1972 stationiert.

## Katastrophenschutz
Auch im Katastrophenschutz werden Behelfskrankenhäuser als Lazarette bezeichnet, wie sie beispielsweise vom Roten Kreuz bei Erdbeben oder bei anderen Katastrophen im Rahmen so genannter Schnelleinsatzeinheiten (englisch Emergency Response Units, kurz ERUs) errichtet werden. Hierbei unterscheidet man zwischen sogenannten Basisgesundheitsstationen, die eine medizinische Grundversorgung für die Bevölkerung anbieten, und echten Feldkrankenhäusern, in denen auch erweiterte Maßnahmen wie schwere chirurgische Eingriffe möglich sind.

## Das Lazarett in Kunst, Literatur und Film
Im Antikriegsroman MASH verarbeitete Richard Hooker seine Erfahrungen in einem Mobile Army Surgical Hospital (Feldlazarett) im Korea-Krieg auf satirische Weise. Der Roman wurde von Robert Altman verfilmt (MASH) und diente später als Grundlage für die gleichnamige Fernsehserie (M*A*S*H).

## Bekannte Militärhospitäler

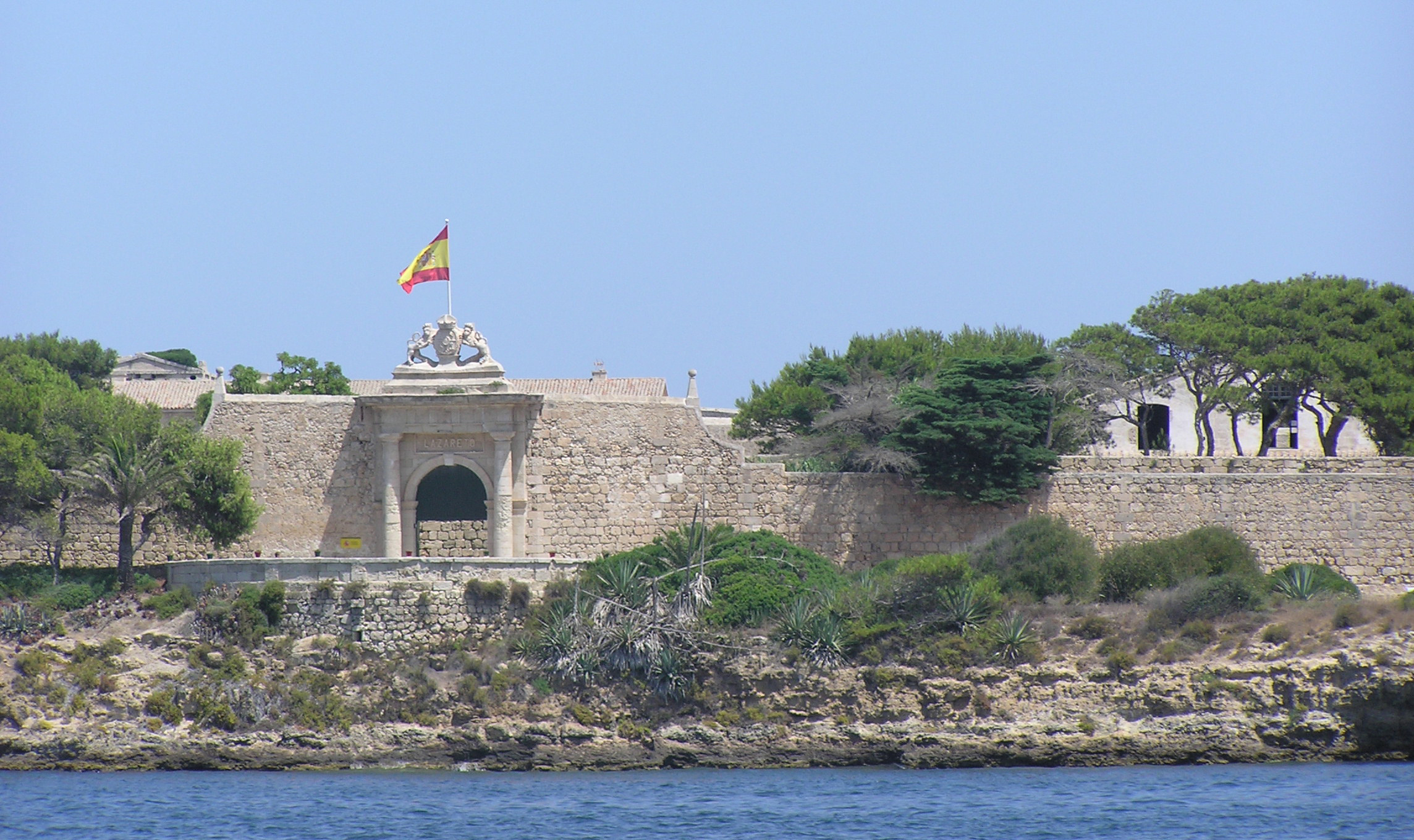
Haupteingang des Lazaretts von Mahon

- Lazarett von Scutari (historisch im Krim-Krieg; heute Selimiye-Kaserne in Üsküdar in Istanbul, Türkei)
- Bundeswehrzentralkrankenhaus Koblenz
- Militärkrankenhaus Königin Astrid, Brüssel
- Landstuhl Regional Medical Center (größtes Krankenhaus der US Army außerhalb der Vereinigten Staaten)
- Walter Reed Army Medical Center, in Washington (D.C.), USA
- National Naval Medical Center in Bethesda, Maryland, bei Washington (D.C.), USA
- David Grant USAF Medical Center (DGMC, US-Luftwaffe auf der Travis Air Force Base, Kalifornien)
- Carl R. Darnall Army Medical Center, (Fort Hood, Texas)
- Letterman Army Hospital im Presidio, San Francisco (1. Hospital bereits 1864)
- Valletta, Malta, historisch das Malteserordensspital (benannt nach dem Heiligen Lazarus, direkt bei der Hauptstadt) und das englische Hauptlazarett im 1. und 2. WK östl. oberhalb vom Grand Harbour
- Lazareti in Dubrovnik, aus dem frühen 17. Jahrhundert